# Wspólnota administracyjna Blaubeuren
Wspólnota administracyjna Blaubeuren – wspólnota administracyjna (niem. Vereinbarte Verwaltungsgemeinschaft) w Niemczech, w kraju związkowym Badenia-Wirtembergia, w rejencji Tybinga, w regionie Donau-Iller, w powiecie Alb-Donau. Siedziba wspólnoty znajduje się w mieście Blaubeuren.
Wspólnota administracyjna zrzesza jedno miasto i jedną gminę wiejską:
- Blaubeuren, miasto, 11 815 mieszkańców, 79,15 km²
- Berghülen, 1901 mieszkańców, 29,13 km ²